# Beware of Strangers

Beware of Strangers est un film muet américain réalisé par Colin Campbell et sorti en 1917.

## Fiche technique
- Réalisation : Colin Campbell
- Scénario : Gilson Willets
- Production : William Nicholas Selig
- Date de sortie : États-Unis : 1917

## Distribution
- Fritzi Brunette : Bertha Gibson
- Tom Santschi : John Mentor
- Bessie Eyton : Madeleine Mentor, sa sœur
- Edward Coxen : Harry Little
- Jack Richardson : Professeur Otto Rusburg
- Vivian Rich : Lorelei
- Al W. Filson : J. Everett Kinkaid Wetworth
- Frank Clark : Horace Kincaid
- Eugenie Besserer : Mary DeLacy
- Harry Lonsdale : John DeLacy